# 大原誠弍
大原 誠弍（おおはら せいじ、1980年10月9日 - ）は、日本の映画監督、脚本家、映画プロデューサー。俳優、ナレーター、静岡県静岡市清水区（旧清水市）出身。株式会社CREATE-Links代表取締役、演劇ユニットLAPITA☆SHIPメンバー、株式会社ビートワン所属。

## 来歴

### 生い立ち
静岡県の静岡市に次男として生まれ、4歳から清水市（現静岡市清水区）で過ごす。
兄の影響で、小2でミニバスケットボールを始める。いすゞバスケットボール部の指導、大学で上位チームに所属していたコーチの教えもあり、市民大会では常勝であった。
一方、アニメ「ふしぎの海のナディア」に登場するジャン、ジブリ作品「天空の城ラピュタ」に登場するパズーに惹かれ、発明家を志し、愛知県豊橋市の車子部品の一貫加工メーカーに就職する。
それまで映画を見てこなかったが、映画「ラフ」（主演：長澤まさみ、速水もこみち、配給：東宝）を鑑賞した事で、人の心を動かす「ものづくり」には俳優の道もある、と直感し、2008年リーマン・ショックの時に会社を辞め、俳優活動を始める。

### 養成所での俳優活動
2009年NHK大河ドラマ「天地人」に初めての役付き出演が決まる。その後、ほとんどの大河ドラマへ出演し、連続テレビ小説や天才てれびくんなど、NHKでの出演が多くなっていく。
一方、舞台の出演も行い、共演者である、丈（小野寺丈改め）と出会い、師事する。

### フリーで活動開始
映画24区スクールで出会った三谷一夫や冨樫森、市井昌秀らの教えを受け、映画の制作にも興味を持つ。映画「風が通り抜ける道」（監督・脚本：田中壱征、製作：FEEL PICTURES）に助監督・出演として参加する。

### 映画監督として
2020年、コロナ禍で俳優活動が縮小した中での新たな活動として、短編自主映画「ハッピーは、すでに」を製作。
2021年7月より映画「風が通り抜ける道」のスピンオフ映画となる長編映画「虹、結」の企画・制作を始める。
2023年12月の東京上映会では、師匠丈 (俳優)が、登壇スピーチを行った。2024年には「虹、結」をイオンエンターテイメント系列での一般上映を行った。その後も、長編映画・短編映画の製作・制作を意欲的に続けている。

### 会社設立
2021年に映像制作会社としてオオハライド合同会社を設立。
2022年、映画・舞台制作も手掛ける、株式会社CREATE-Linksとして組織変更する。自身の経験を活かし、新潟県上越市にてワークショップを行う。その後も、東京、静岡など所縁ある地域でのワークショップを行う。

## 監督作品

### 長編映画
- 虹、結（2024年、CREATE-Links）ー監督・脚本・編集

### 短編映画
- ハッピーは、すでに（2021年、オオハライド）ー監督・脚本・編集・主演

## 助監督・関与作品

### 長編映画
- ７ーナナー（2021年、監督：丈、製作：JOE Company[6]）ー助監督・チンピラ役
- クロガラス3[7]（2021年、監督：小南敏也、エイベックス・ピクチャーズ）ー制作主任・同僚２役
- クロガラス0[7]（2021年、監督：小南敏也、エイベックス・ピクチャーズ）ー制作主任
- いちばん逢いたいひと[8]（2022年、監督：丈、製作：TTGlobal[9]）ー助監督・山口昇役
- 風が通り抜ける道（2024年、監督：田中壱征、製作：FEEL PICTURES[4]）ー助監督・仙崎弘一役
- ふたりごっこ[10]（2023年、監督：冨樫森、製作：冨樫プロ）ーラインプロデューサー・介護施設長役
- ぴっぱらん!![11]（2024年、監督：崔哲浩、製作：映画「ぴっぱらん‼」製作委員会　配給：渋谷プロダクション）ー制作応援・百鬼組員役

- ハオト[12]（2025年、監督：丈、製作：JOE Company、配給：渋谷プロダクション）[13]ーAP・制作・看守役

### テレビドラマ
- 人生いろいろ（2022年、TOKYO MX）ーカメラアシスタント
- 彼が僕に恋した理由（2022年、TOKYO MX）ー制作応援

### Twitterドラマ
- はつ恋とビー玉 ～10の約束～[14]（2021年、品川区）ー制作応援

### Vシネマ
- ザ・娼年倶楽部（2020年、彩プロ）ー制作応援・劇団員役3
- 欲しがり奈々ちゃん ～ひとくち、ちょうだい～（2021年）ー制作応援・村田役
- 扉を閉めた女教師（2021年）ー制作応援
- パパ活 恋愛方程式（2021年）ー制作応援・中年男性役
- ミッドナイト・シンデレラ（2021年、彩プロ）ー制作応援・男役
- ザ・娼年倶楽部2（2021年、彩プロ）ー制作応援
- ザ・娼年倶楽部3（2021年、彩プロ）ー制作応援・使者役
- 夫婦交換 -クロッシング-（2022年、ブリーズ）ー制作応援・夫役

### 舞台
- 天使になったドラキュラ（2021年、劇団不協和音、上野ストアハウス）ー製作・医者役
- 凛人（2022年、LAPITA☆SHIP、劇小劇場）ー制作
- 騙されざる者たち▶Reboot（2022年、LAPITA☆SHIP、ザ・ポケット）ー制作
- ガレキの城のこどもたち（2023年、JOE Company、新宿シアタートップス）ー制作
- 石神井公園総合病院物語（2024年、劇団不協和音、サンモールスタジオ）ー製作・制作
- now and then（2025年、FEEL PICTURES、木星劇場）ー制作
- 賭けること（2025年、JOE Company、新宿シアタートップス）ー制作

## 出演作品

### 長編映画
- 青時雨[15]（2016年、日本和装）ー参列者役

- 461個のおべんとう[16]（2020年、東映）ーバーテンダー役

### テレビドラマ
- 大河ドラマ「天地人」（2009年、NHK）－家臣役

- 大河ドラマ「龍馬伝」（2010年、NHK）
- 魔女たちの22時（2010年、日本テレビ）ー小島慶子編　夫役

- 大河ドラマ「江～姫たちの戦国～」（2011年、NHK）－信雄家臣役

- 大河ドラマ「平清盛」（2012年、NHK）

- 大河ドラマ「八重の桜」（2013年、NHK）ー伝令の兵・巡査役
- 大河ドラマ「軍師官兵衛」（2014年、NHK）ー黒田家臣役
- ためしてガッテン（2014年、NHK）ーピロリ菌役
- HERO　第2期（2014年、フジテレビ）ー報道陣役
- 大河ドラマ「花燃ゆ」（2015年、NHK）ー香川半助役
- Let‘s天才てれびくん・花燃ゆコラボ（2015年、NHK）ー長州藩士役
- 大河ドラマ「真田丸」（2016年、NHK）ー北条家臣役
- 連続テレビ小説「とと姉ちゃん」（2016年、NHK）ー大工役
- 相棒　season14（2016年、テレビ朝日）ー刑務官役
- キャリア～掟破りの警察署長～（2016年、フジテレビ）ー春本のお供役
- 大河ドラマ「おんな城主直虎」（2017年、NHK）ー雑兵役
- 悦っちゃん～昭和駄目パパ恋物語～（2017年、NHK）ー受付役
- 小さな巨人（2017年、TBS）ー豊洲警察署　小宮雅史役
- まだ結婚できない男（2019年、フジテレビ）ー父親役
- ラストライン（2020年、テレビ東京）ー配達員役

- 大奥（2023年、NHK）

### 舞台
- ラ・ポエーム（2011年、NHKホールオペラ）

- ドン・カルロ（2011年、NHKホールオペラ）

- 康楽館公演（下町かぶき組[17]　劇団三峰組）

- 山桜桃の湯[18]公演（下町かぶき組[17]　劇団三峰組）

- 山桜桃の湯[18]公演（下町かぶき組[17]　劇団岬一家）

- オテロ（2015年、東京二期会オペラ[19]）

- 金子みすゞの世界５ （2008 年、座・ 東京みかん[20] 、座・高円寺）
- 法廷の銃声 （2014年、劇団東俳、シアター１０１０）
- 俺は、君のためにこそ死ににいく （2015年、劇団夜想会、靖国神社 奉納野外劇）
- リア王（2016年、 TY プロモーション[21]、三越劇場）
- トライアル [22]（2017年、A.R.P.[23]、阿佐ヶ谷アルシェ）
- 「ええ、アイ」（2018年、JOE Company[6]、中野ザ・ポケット ）
- ラストステージ[24]（2018年、A.R.P.[23]、小劇場B1）
- アヴニール夢見が丘[25]（2018年、A.R.P.[23]、千本桜ホール[26]）
- 律女、立つ（2019年、劇団匂組[27]、中野 MOMO）
- THE KIDS 2020（2020年、LAPITA☆SHIP[2]、中野ザ・ポケット）
- オムニバスプレイ（2022年、JOE Company、小劇場楽園）

### Vシネマ
- 農家に嫁いだ女 危険な同居愛（2022年、ブリーズ）ー津村知樹役

### 教育映像
- 公正な採用と選考（2022年）ー四谷正一郎役